# バハマ議会
バハマ議会（バハマぎかい、英語: Parliament of the Commonwealth of the Bahamas）は、バハマの立法府である。

## 概要
上院に相当する元老院と下院に相当する代議院の両院で構成する。